# William Shirley
William Shirley (2 de diciembre de 1694 a 24 de marzo de 1771) fue un administrador colonial británico que sirvió como gobernador de la provincia de la bahía de Massachusetts (1741-1749 y 1753-1756) y gobernador de las Bahamas en la década de 1760. 
Shirley adquirió experiencia organizando expediciones militares durante la Guerra del Rey Jorge cuando reunió a muchos de los elementos de la Nueva Inglaterra expedición en que capturó con éxito la Fortaleza de Luisburgo en 1745, uno de los hechos por los que es más conocido. Shirley volvió a desempeñar un papel destacado en  asuntos militares durante la Guerra Francesa e India y fue brevemente Comandante en Jefe de la América del Norte.
Shirley fue capaz de tratar con éxito la difícil época  colonial y la política de Londres hacia Massachusetts, y fue la provincia que tuvo un solo gobernador el tiempo más largo. Las disputas sobre cuestiones militares con Sir William Johnson y las intrigas políticas de Thomas Pownall, que le sucedió en el cargo de Gobernador de Massachusetts, condujo a su retirada definitiva. En sus últimos años se desempeñó como gobernador de las Bahamas, antes de regresar a Massachusetts, donde murió.

## Infancia y vida en Inglaterra
William Shirley, hijo de William y Elizabeth Godman Shirley, nació el 2 de diciembre de 1694 en Preston Manor en East Sussex, Inglaterra. Fue educado en la Universidad de Cambridge (Pembroke College), y después obtuvo su título en derecho en los tribunales en Londres. En 1717 su abuelo murió, dejándole Ote Hall en Wivelsfield y algunos fondos, que él utilizó para comprar una oficina en Londres. En el mismo periodo se casó con Frances Barker, con quien tuvo un gran número de hijos. Aunque su herencia había sido sustancial (cerca de 10,000 £), él cultivó un estilo de vida costoso, y sufrió cambios financieros significativos en la depresión de 1721. Las demandas financieras de su gran familia (él y Frances tenían ocho niños antes de 1731) le incitaron a buscar una nueva vida en las colonias norteamericanas. Su familia se conectó por matrimonio con el duque de Newcastle, que se convirtió en un patrón importante y patrocinador del avance de Shirley, y al de Arthur Onslow, el presidente de la Cámara de los Comunes. Con cartas de presentación de Newcastle y otros (pero ninguna cita), Shirley llegó a Boston, Massachusetts en 1731.